# Каргашинські стоянки
Каргашинські стоянки — археологічні пам'ятки новокам'яної та мідної доби коло села Каргашино Зубово-Полянського району на заході Мордовії.
Одна зі стоянок розташована на невеликій височині лівого берега річки Вад, дві інших — на краю надзаплавної тераси правого берега.
Каргашинські стоянки були обстежені В. Н. Шитовим у 1970 році.
Культурні шари містять уламки глиняного посуду з новокам'яним ямково-гребінцевим орнаментом та енеолітичної волосівської культури, різноманітні знаряддя з кременю: наконечники стріл, ножі, скребки, проколки.
Виявлені мистецькі вироби: крем'яна фігурка бобра, сланцева підвіска.
Знахідки свідчать про заняття стародавнього населення полюванням й рибальством.